# Años 520
Los años 520 o década del 520 empezó el 1 de enero del 520 y terminó el 31 de diciembre del 529.

## Acontecimientos
- San Juan I sucede a San Hormisdas como papa en el año 523
- San Félix IV sucede a San Juan I como papa en el año 526
- Justiniano I sucede a Justino I como emperador bizantino en el año 527; reinará hasta 565.
- A la muerte de Teodorico, el Amalo (526), Amalarico es coronado rey de los visigodos, cediendo la Provenza a su primo Atalarico.
- II Concilio de Toledo